# 亞維爾斯凱
49°33′12″N 36°45′2″E / 49.55333°N 36.75056°E
亞維爾斯凱（羅馬化：Yarivske）是位於烏克蘭東部哈爾科夫州伊久姆區頓涅茨市鎮的村莊。該村處於克賴尼亞巴拉克利卡河畔，始建於1675年，面積1.327平方公里，海拔高度94米，2001年人口397。